# Guerra da Independência do México
A Guerra da Independência do México foi um conflito entre os colonos mexicanos (chamados de patriotas) e as autoridades representantes da Coroa espanhola (chamados realistas). O conflito se estendeu por dez anos, resultando na emancipação da Nova Espanha e a formação do Primeiro Império Mexicano. 
Depois de quase três séculos sob domínio colonial espanhol, os habitantes do Vice-Reino da Nova Espanha começaram a exigir a independência da sua nação devido a divergências políticas e religiosas com a coroa. No início do século XIX este sentimento ganhou força entre a elite da Cidade do México e, depois de algumas tentativas falhadas, a guerra foi declarada na madrugada de 16 de Setembro de 1810 pelo padre Miguel Hidalgo y Costilla na paróquia de Dolores Hidalgo, estado de Guanajuato (esta declaração ficou conhecida como Grito de Dolores).
O conflito prolongou-se por oito anos e esteve longe de ser um movimento homogéneo. Começou quase como se de uma guerra religiosa se tratasse sendo liderada por sacerdotes. No entanto passado pouco tempo tornou-se uma guerra republicana, tendo o exército realista praticamente posto fim à contenda após um par de anos. A luta independentista passou então a fazer-se sob a forma de uma guerra de guerrilha confinada às montanhas do sul até que um hábil coronel realista de nome Agustín de Iturbide negociou alianças com quase todas as facções combatentes (incluindo o governo do vice-reino) tendo conseguido a independência de uma forma relativamente pacífica em 27 de Setembro de 1821, ainda que o reconhecimento formal de Espanha só tenha ocorrido em 28 de Abril de 1836.
A antiga colónia espanhola passou a ser, de forma bastante efémera, uma monarquia constitucional católica com a designação de primeiro Império Mexicano o qual, após a independência das províncias da América Central bem como de alguns conflitos internos, se converteria numa república federal.

## Miguel Hidalgo e o início do movimento de insurgência
A figura central e principal instigador da independência do México foi Miguel Hidalgo y Costilla, padre na pequena paróquia de Dolores Hidalgo, Guanajuato. Logo após a sua ordenação como sacerdote, Hidalgo começou a promover o levantamento popular de índios e mestiços contra os espanhóis abastados, os fazendeiros e os aristocratas. Cedo compreendeu a necessidade de diversificação das atividades industriais em Guanajuato, cuja economia estava tradicionalmente centrada na indústria mineradora. Ao mesmo tempo, durante os sete anos que passou em Dolores, Hidalgo promoveu grupos de discussão em sua casa, onde eram bem-vindos indígenas, mestiços, criollos (de origem espanhola, mas nascidos na Nova Espanha) e peninsulares. Os temas abordados nestas discussões eram acontecimentos da época, aos quais Hidalgo juntava as suas opiniões sociais e económicas. O movimento independentista nasceu destas discussões informais e era dirigido contra o domínio político e económico espanhol sobre a Nova Espanha. Foi em 8 de Dezembro de 1810 que os conspiradores decidiram iniciar o conflito.

## O Grito de Dolores
Os planos independentistas foram descobertos pelo governo central, sendo os conspiradores alertados por Josefa Ortíz de Domínguez, esposa do Corregedor de Querétaro, de que havia ordens de captura emitidas contra eles. Pressionado por estes novos acontecimentos, Hidalgo decidiu iniciar imediatamente a luta pela independência, na manhã do dia 16 de Setembro de 1810 (sendo esta a data em que o México celebra a sua independência).
Os sinos tocaram a rebate chamando a população a quem Hidalgo pediu que se juntassem à luta contra o governo espanhol e peninsulares, com o seu famoso Grito de Dolores: ”Viva a Virgem de Guadalupe! Morte ao mau governo! Viva Fernando VII!”. A população respondeu entusiasticamente e de imediato uma multidão começou a marchar em direcção à capital regional, Guanajuato. Os mineiros de Guanajuato juntaram-se aos trabalhadores de Dolores no massacre de todos os peninsulares que ofereceram resistência, incluindo o intendente, dirigente colonial na região.
A partir de Guanajuato as forças independentistas marcharam até à Cidade do México depois de terem capturado Zacatecas, San Luís Potosí e Valladolid. Em 30 de Outubro de 1810 foram enfrentados pelas forças realistas em Monte de Las Cruces e apesar da vitória dos independentistas, estes perderam o impulso inicial, fracassando na sua intenção de tomar a Cidade do México. Após várias vitórias, as forças insurgentes dirigiram-se em direcção ao norte, com destino ao Texas. Em Março do ano seguinte, os insurgentes foram emboscados e feitos prisioneiros em Monclova, no estado de Coahuila. Hidalgo, sendo sacerdote, foi julgado pela Santa Inquisição e declarado culpado de heresias e traição, sendo condenado à morte. Seria fuzilado no dia 31 de Julho de 1811. O seu corpo seria depois mutilado e a sua cabeça exposta publicamente em Guanajuato, como advertência aos possíveis insurgentes.

## José María Morelos y Pavón e a declaração de independência

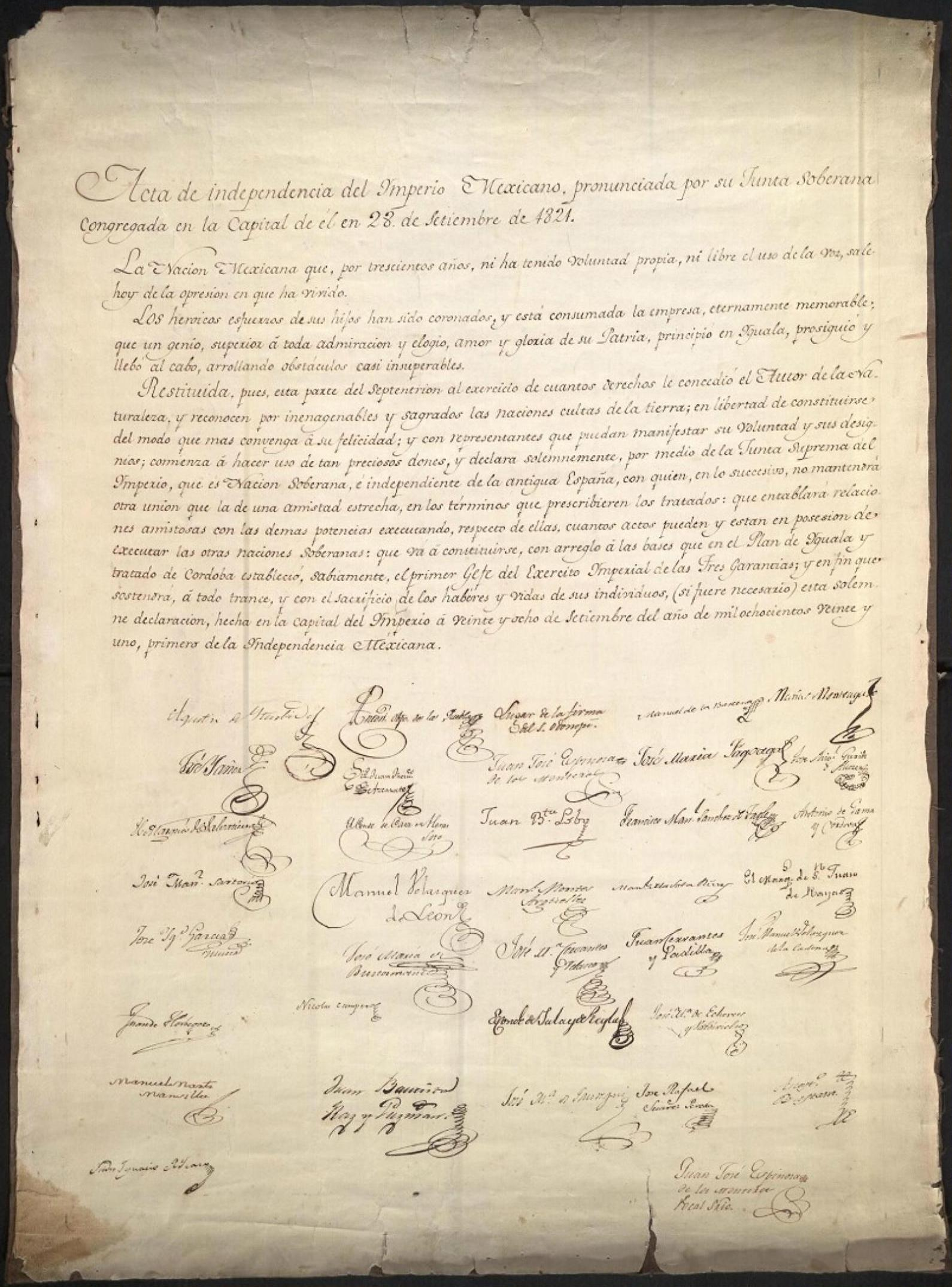
Ata de independência do México

Depois da morte de Hidalgo, a liderança do movimento insurgente foi assumida por José María Morelos y Pavón. Morelos tomou as rédeas dos assuntos políticos e militares da insurreição planejando um movimento estratégico com vista a isolar a Cidade do México e a cortar as suas comunicações com as costas. Em Junho de 1813, foi por ele convocado um congresso nacional de representantes de todas as províncias, que teve lugar em Chilpancingo, actual estado de Guerrero, com o objectivo de discutir o futuro do México como nação independente. Os pontos mais importantes do documento emergente deste congresso foram a soberania nacional, o direito universal ao voto para todos os homens, a adopção do catolicismo como religião oficial, a abolição da escravatura e do trabalho forçado, o fim dos monopólios governamentais e o fim dos castigos físicos. A declaração de independência seria assinada a 6 de Novembro de 1813. Apesar de alguns êxitos iniciais das forças de Morelos, as forças coloniais conseguiriam romper o cerco feito à Cidade do México ao fim de seis meses, capturando posições em zonas vizinhas à cidade e acabando por invadir Chilpancingo. Depois destas derrotas o congresso (particularmente Ignacio López Rayón), em lugar de se unir de forma a conseguir a independência, decidiu deixar de reconhecer Morelos como generalíssimo e chefe supremo do exército incumbindo-o unicamente da tarefa de proteger o congresso. Morelos conseguiria proteger o congresso de tal forma que seria redigida uma constituição, jurada em Apatzingán em 22 de Outubro de 1814. A constituição concedia poderes absolutos ao congresso (no seio do qual se travava uma luta acesa) e este não tardaria a reunir de novo os efectivos necessários à continuação da luta deixando Morelos praticamente sem forças, com receio de que este tomasse o poder). Morelos seria capturado poucos meses depois durante uma escaramuça pela manutenção à distância dos realistas que perseguiam os congressistas, enfrentando o mesmo destino que Hidalgo. Seria fuzilado em 22 de Dezembro de 1815, depois de ser degradado e excomungado.

## Guerrero, Victoria e a guerra de guerrilha
Entre 1815 e 1821, a guerra de independência tornou-se uma guerra de guerrilha. Nesta fase emergiriam dois caudilhos ilustres: Guadalupe Victoria (cujo nome verdadeiro era Manuel Félix Fernández) em Puebla e Vicente Guerrero em Oaxaca. Os dois ganharam a lealdade e o respeito dos seus seguidores. Entretanto o Vice-rei pensava ter a situação controlada e declarou o indulto geral para todos os rebeldes que depusessem as armas.
Após dez anos de guerra civil e a morte de dois dos seus líderes, o movimento insurgente encontrava-se inerte e próximo do fracasso. Os rebeldes enfrentavam forte resistência dos espanhóis e a apatia dos criollos mais influentes da colónia. A violência excessiva e a paixão popular dos exércitos irregulares de Hidalgo e Morelos convenceram muitos criollos de que se tratava de uma guerra de classes e raças, o que os levou a juntar-se, ainda que contrafeitos, ao governo espanhol, até que pudessem encontrar uma via menos sangrenta para a obtenção da independência. É neste momento que os planos de um caudilho militar coincidiram com uma revolta liberal em Espanha, tendo tornado possíveis as repentinas mudanças de lealdade, a favor do lado independentista.
No que supostamente deveria ser a última campanha realista contra os insurgentes, foi enviada pelo Vice-rei Juan Ruíz de Apodaca uma força comandada pelo criollo Agustín de Iturbide, com a intenção de derrotar o exército de Guerrero em Oaxaca. Iturbide, nascido em Valladolid, havia-se tornado famoso pelo fervor com perseguia as forças do mal de Hidalgo e Morelos durante os primeiros anos da luta independentista. Como favorito da hierarquia da Igreja mexicana, Iturbide era a encarnação do perfeito criollo conservador: pio, religioso e dedicado à protecção da propriedade privada e dos privilégios sociais. No entanto, Iturbide estava insatisfeito, pois carecia de uma alta patente militar bem como de riqueza.

## Iturbide e Fernando VII de Espanha
A missão de Iturbide em Oaxaca coincidiria com um bem sucedido golpe militar em Espanha, contra o novo monarca, Fernando VII. Os líderes do golpe, que haviam sido incluídos numa expedição militar para suprimir os movimentos independentistas das Américas, obrigaram o rei a assinar a constituição liberal de 1812. Quando chegaram ao México notícias destes acontecimentos, Iturbide entendeu-os como um perigo para o status quo e como uma oportunidade para os criollos assumirem o controlo do México. Depois de um primeiro confronto com as forças de Guerrero, Iturbide trocou as suas lealdades e convidou o líder rebelde para um encontro em que se discutiriam os princípios de um movimento insurgente regenerado.
Em Iguala, Iturbide proclamou três princípios ou garantias ao México independente: o México seria uma nação independente governada pelo rei Fernando VII ou outro príncipe conservador da Europa; criollos e peninsulares teriam os mesmos direitos e privilégios; a igreja Católica manteria os seus privilégios e o monopólio religioso no México. Depois de convencer as suas tropas a aceitar estes princípios, proclamados em 24 de Fevereiro de 1821, como Plano de Iguala, Iturbide persuadiu Guerrero a unir forças com ele a favor da nova manifestação conservadora do movimento de independência. Foi então criado um novo exército, o Exército das Três Garantias, sob o comando de Iturbide, para garantir a implementação do Plano de Iguala. 
O plano satisfazia tanto os liberais como os conservadores; o objectivo da independência e a simultânea protecção da Igreja Católica tornaram possível o apoio de todos ao movimento independentista.

## O consumar da independência
As forças rebeldes de todo o México juntaram-se ao exército de Iturbide. Quando a vitória dos insurgentes se tornou aparente deu-se a renúncia do Vice-rei. Em 24 de Agosto de 1821, foi assinado, por Iturbide e representantes da coroa espanhola, o Tratado de Córdoba, que reconhecia o México como nação independente segundo os termos do plano de Iguala. Iturbide, que havia sido um realista leal, convertera-se no paladino da independência mexicana. Iturbide incluiu um artigo no tratado que possibilitava ao congresso escolher um rei criollo se nenhum membro da realeza europeia aceitasse o trono mexicano. Este artigo permitiu a Iturbide subir ao trono mexicano, dando início ao primeiro Império Mexicano.